# 吉祥院 (世田谷区)
吉祥院（きっしょういん）は、東京都世田谷区鎌田にある真言宗智山派の寺院。

## 概要
740年（天平12年）、行基によって開山されたといわれている。
本尊は不動明王で行基作といわれている。他にも弘法大師空海の自画像や興教大師覚鑁作の七観音絵像も所蔵しているという。

## 交通アクセス
- 東急田園都市線・東急大井町線二子玉川駅より徒歩28分。
- 二子玉川駅または成城学園前駅よりバス(東急バス・小田急バス玉07系統など)「鎌田」下車